# Tohi à calotte rousse
Atlapetes pileatus
Espèce
Statut de conservation UICN

 LC  : Préoccupation mineure
Le Tohi à calotte rousse (Atlapetes pileatus) est une espèce de passereaux de la famille des Passerellidae.

## Répartition
Il est endémique du plateau mexicain.

## Habitat
Il habite les montagnes humides et les zones de broussailles en altitude des régions tropicales et subtropicales.

## Sous-espèces
D'après Alan P. Peterson, 2 sous-espèces ont été décrites :
- Atlapetes pileatus dilutus Ridgway 1898 — nord ;
- Atlapetes pileatus pileatus Wagler 1831 — sud.